# Coscomatepec (kommun i Mexiko)
Coscomatepec är en kommun i Mexiko.   Den ligger i delstaten Veracruz, i den sydöstra delen av landet, 220 km öster om huvudstaden Mexico City.
Följande samhällen finns i Coscomatepec:
- Heroica Coscomatepec de Bravo
- Xocotla
- Teteltzingo
- Cuiyachapa
- Tetlaxco
- Xalatlaco
- Gonzalo Vázquez Vela
- Ixtayuca
- Nicanor Espejo
- El Olvido
- Úrsulo Galván
- Tres Aguas
- San José
- Cuahutepec la Quina
- Moyoapan Chico
- Cuchapa
- Cuautolontitla
- Barrio San José
- Duraznillo
- Tecóac
- Dos Caminos
- Laguna Palapa
- Zacatlapa
- El Sauce
- Tamazolapa
- El Mirador
- Manzanatitla
- La Hacienda
- Maquilixhuatla
- Linda Vista
- Moyoapan Grande
- El Arenal
- Mirador Izotitla